# Helge Lehmann

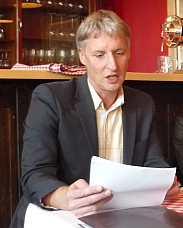
Helge Lehmann, 2012

Helge Lehmann (* 9. Juni 1964 in Kehl) ist ein deutscher Autor eines Buches über die RAF-Selbstmorde in der Todesnacht von Stammheim.

## Leben
Nach der Ausbildung zum Datenverarbeitungskaufmann war Lehmann ab 1987 im EDV-Bereich tätig.
Um 1992 fand er eine Anstellung im EDV-Bereich in Elz. Hier wurde er Betriebsratsvorsitzender und bei dem Verkauf des Unternehmens an Dentsply Mitglied im Konzernbetriebsrat.
Pahl-Rugenstein verlegte zwischen 2011 und 2012 das Buch Die Todesnacht in Stammheim – Eine Untersuchung in zwei Auflagen. Seit 2017 wird es als Book on demand im Selbstverlag mit Aktualisierungen und Ergänzungen angeboten. An dem Buch waren hauptsächlich linke Medien interessiert.
Nach Lehmanns Angaben wurde ihm im Jahr 2012 ein Umschlag in den Briefkasten geworfen mit einer angeblichen Aussage des Vollzugsbeamten Hans Springer, der in der Todesnacht von Stammheim Dienst gehabt hatte. Von der Staatsanwaltschaft Stuttgart wurde festgestellt, dass das Schreiben eine Fälschung ist.
2012 drehte can.do Berlin den Film Stammheim 77/12, in dem Lehmann seine Hypothesen vorstellt. Dieser Film wurde in einer Kurzversion in 3sat ausgestrahlt.
Gottfried Ensslin, Bruder von Gudrun Ensslin, und Lehmann beantragten bei der  Staatsanwaltschaft Stuttgart am 18. Oktober 2012 die Neuaufnahme des Todesermittlungsverfahrens. Die Staatsanwaltschaft Stuttgart überstellte Lehmann mit dem Datum des 11. April 2013 auf 88 Seiten die ablehnende Verfügung zum Antrag.
Der Dramaturg  Olivier Garofalo  inszenierte an der Badischen Landesbühne gemeinsam mit Lehmann das Theaterstück "Die Todesnacht in Stammheim". Uraufführung war am 8. April 2013.